# میله چاه
میله چاه استوانه‌ای است که طول این میله بر حسب زمینی که در آن چاه حفر می‌گردد متفاوت است. برای چاه آب قطر تقریبی آن ۹۰ سانتیمتر است.

## مشخصات
حفر میله باید تا رسیدن به رگه‌های آب‌کش خاک ادامه پیدا کند زیرا اگر حفر میله چاه مثلاً در رگه‌ای از خاک رس متوقف گردد بعلت غیرقابل نفوذ بودن آن رگه چاه بسرعت پر شده و غیرقابل استفاده می‌گردد. رگه‌های ماسه که در آن قلوه‌سنگ‌های درشت داشته و فاقد مواد چسبنده باشد بهترین رگه آبکش می‌باشند.

### عمق
عمق میله چاه نباید از ۱۲ متر کمتر باشد. البته بدون محاسبه ارتفاع انباره و در ساختمان‌های بلند و سنگین محل حفر چاه و عمق میله و امتداد کانال‌های انباره باید حتماً با نظر مهندس محاسب انجام شود زیرا چنانچه عمق میله باندازه کافی نباشد ممکن است در موقع عبور کانال‌های انباره از زیر پی‌های نقطه‌ای در اثر قطع گردیدن تنش‌های پخش شده از پی که در اثر وزن ساختمان به وجود می‌آید پی‌ها نشستهای عمده و غیرقابل پیش‌بینی نموده و موجب تخریب ساختمان گردد.

### حفر
میله چاه باید کاملاً عمودی حفر گردد چنانچه در موقع حفر به قطعات بزرگ سنگی برخورد نمودیم بهتر است که یا محل چاه را تغییر دارد یا با وسائلی مانند دینامیت و غیره سنگ را سوراخ نموده و به حفاری ادامه دهیم. در هر حال نباید میله چاه را از خط مستقیم منحرف نموده در موقع میله‌کنی اگر خاک محل ریزشی باشد باید از کول یا امکانات دیگر استفاده نمود.

### میله چاه
به آن قسمت از چاه که به طور عمودی نسبت به سطح زمینی که کنده می شود میله چاه می گویند متراژ حفاری میله چاه بستگی به نوع جنس لایه های خاک ومناطق مختلف مکان حفاری و چند مورد دیگر می باشد.

### حفر چاه میله
هنگام حفر میله باید کاملا به سمت پایین شاقولی بوده و انحراف نداشته باشد. باید جای پا در جداره چاه پیش بینی شود تا بتوان وارد چاه شد و یا از آن خارج شد. درصورت امکان بهتر است عمق میله چاه بین 8 تا 16 متر اختیار شود البته نسبت به جنس زمین و ساختمان تا چاه هنگام ایجاد انبار در تحمل نیروهای وارده ، مقاوم تر بوده و در صورت ریزش احتمالی  ، خطر کمتری را ایجاد نماید.